# Onthophagus tesquorum
Onthophagus tesquorum es una especie de insecto del género Onthophagus, familia Scarabaeidae, orden Coleoptera.
Fue descrita científicamente por Semenov & Medvedev en 1927.